# Сотіріос Балафас
Сотіріос Балафас (грец. Σωτήρης Μπαλάφας, 19 серпня 1986, Арта) — грецький футболіст, півзахисник «Верії».

## Клубна кар'єра
Кар'єру розпочав 2003 року у клубі «Анагеннісі» з рідного містечка Арта.
З 2005 по 2012 рік Балафас захищав кольори ПАОКа, допоміг клубу стати одним з лідерів Суперліги, брав участь не лише в матчах чемпіонату та Кубка країни, а й в єврокубкових зустрічах. Всього в 108 матчах забив 8 голів. Єдиною перервою став сезон 2009/10, коли Балафас на правах оренди по півроку виступав за ПАС «Яніну» та «Ерготеліс».
18 серпня 2012 року грецького хавбека підписав новачок Прем'єр-ліги «Говерла», в якій Сотіріос відразу став основним гравцем. В команді грецький легіонер провів два повноцінних сезони в еліті,після чого в травні 2014 року він був звільнений з клубу.
10 вересня 2014 року клуб грецької Суперліги «Верія» підписав з Балафасом контракт на правах вільного агента. Сотіріос дебютував за нову команду в матчі проти ПАС «Яніни» у п'ятому турі Суперліги.

## Збірна
З 2006 по 2009 рік Сотіріос виступав у складі молодіжної збірної Греції, відзначився один раз у 13 матчах.